# (73063) 2002 FG10
(73063) 2002 FG10 – planetoida z pasa głównego asteroid okrążająca Słońce w ciągu 3,68 lat w średniej odległości 2,38 j.a. Odkryta 16 marca 2002 roku.